# 692
692 (DCXCII) var ett skottår som började en måndag i den julianska kalendern.

## Händelser

### Okänt datum
- Araberna erövrar Armenien.

## Födda
- Gundelina av Alsace, abbedissa vid klostret i Niedermünster.

## Avlidna
- Paschalis, motpåve 21 september–15 december 687.